# 北城内村
北城内村（きたじょうないむら）は、かつて新潟県南魚沼郡にあった村。

## 沿革
- 1889年（明治22年）4月1日 - 町村制施行に伴い南魚沼郡上原村、上原新田、下原村、下原新田、泉村、泉新田、長森村、長森新田、麓村が合併し、北城内村が発足。
- 1901年（明治34年）11月1日 - 南魚沼郡南城内村と合併し、城内村となり消滅。